# Békési Győző
Békési Győző, 1913-ig Haberfeld (Baja, 1889. június 13. – mauthauseni koncentrációs tábor, 1945.) magyar tornász, fényképész, olimpikon.

## Élete
Haberfeld Károly és Beck Etel gyermeke. Az 1912-es nyári olimpiai játékokon csapatával második lett. Ezután felhagyott a sporttal, és fényképész lett: Újpesten nyitott műtermet. 1919. június 5-én Budapesten házasságot kötött Balázs Magdolnával, Czutrin Sándor és Friedmán Eszter gyermekével.
Zsidó származása miatt 1944 őszén a mauthauseni koncentrációs táborba deportálták, ahonnan nem tért vissza.

## Fordítás
- Ez a szócikk részben vagy egészben  a   Győző Haberfeld című angol Wikipédia-szócikk ezen változatának fordításán alapul.  Az eredeti cikk szerkesztőit annak laptörténete sorolja fel. Ez a jelzés csupán a megfogalmazás eredetét és a szerzői jogokat jelzi, nem szolgál a cikkben szereplő információk forrásmegjelöléseként.